# Adamclisi
Adamclisi of Adamklissi is een toeristisch plattelandsdorp in het zuidoosten van Roemenië, dicht bij de Bulgaarse grens. Adamclisi bestaat al sinds de oudheid, en lag in de regio Scythia Minor (nu Dobroedzja). Het dorp werd gesticht door de Romeinen onder de naam Trophaeum Traiani. Toen de Romeinen Dacië veroverden bouwden ze een monument in Adamclisi, Tropaeum Traiani. In het dorp bevindt zich het museum van Adamclisi.

Tropaeum Traiani